# Mimosema renipunctata
Mimosema renipunctata är en fjärilsart som beskrevs av Paul Dognin 1911. Mimosema renipunctata ingår i släktet Mimosema och familjen mätare. Inga underarter finns listade i Catalogue of Life.